# Hyoscyamus albus

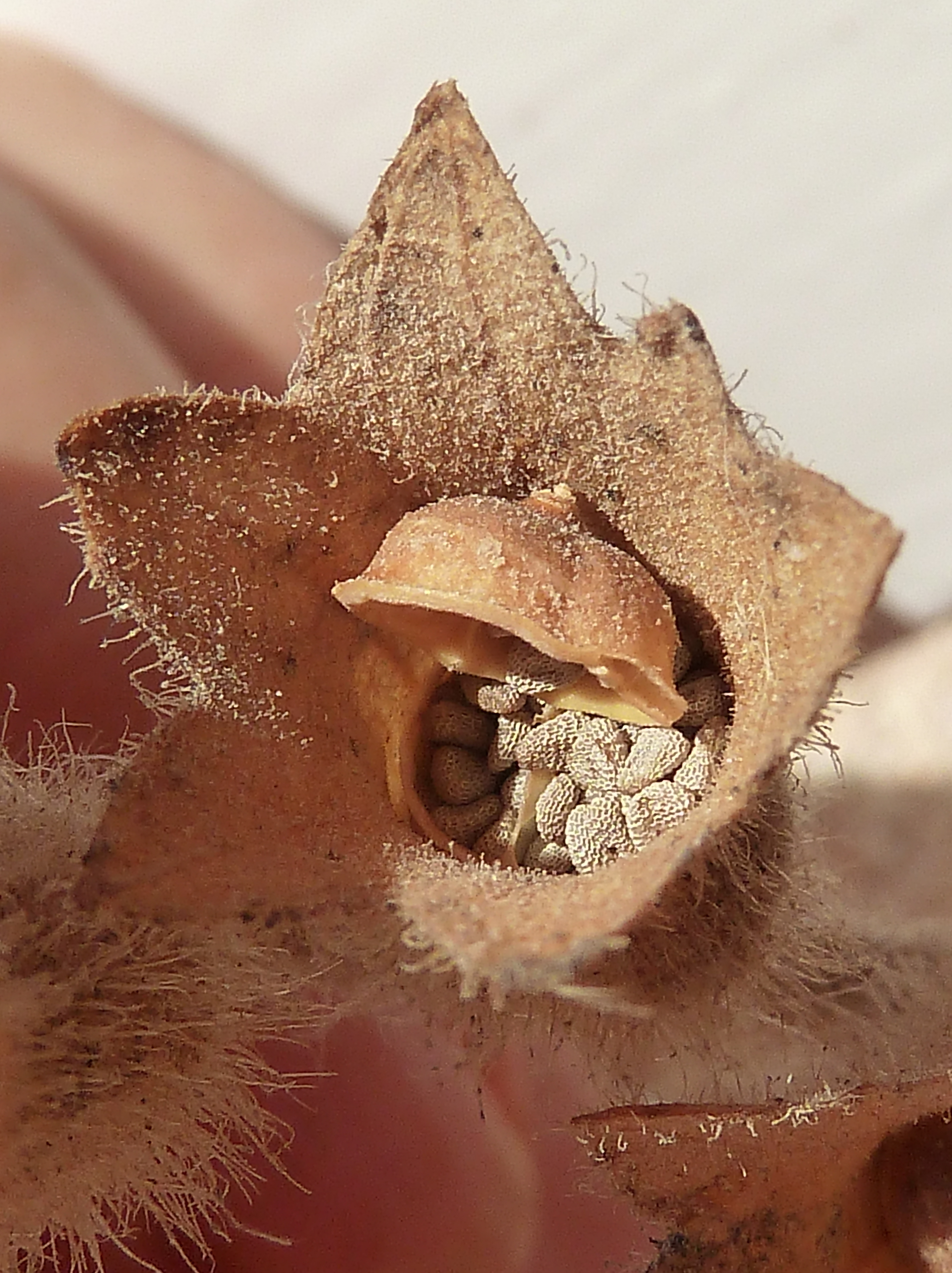
Pixidi amb llavors, in situ al calze.

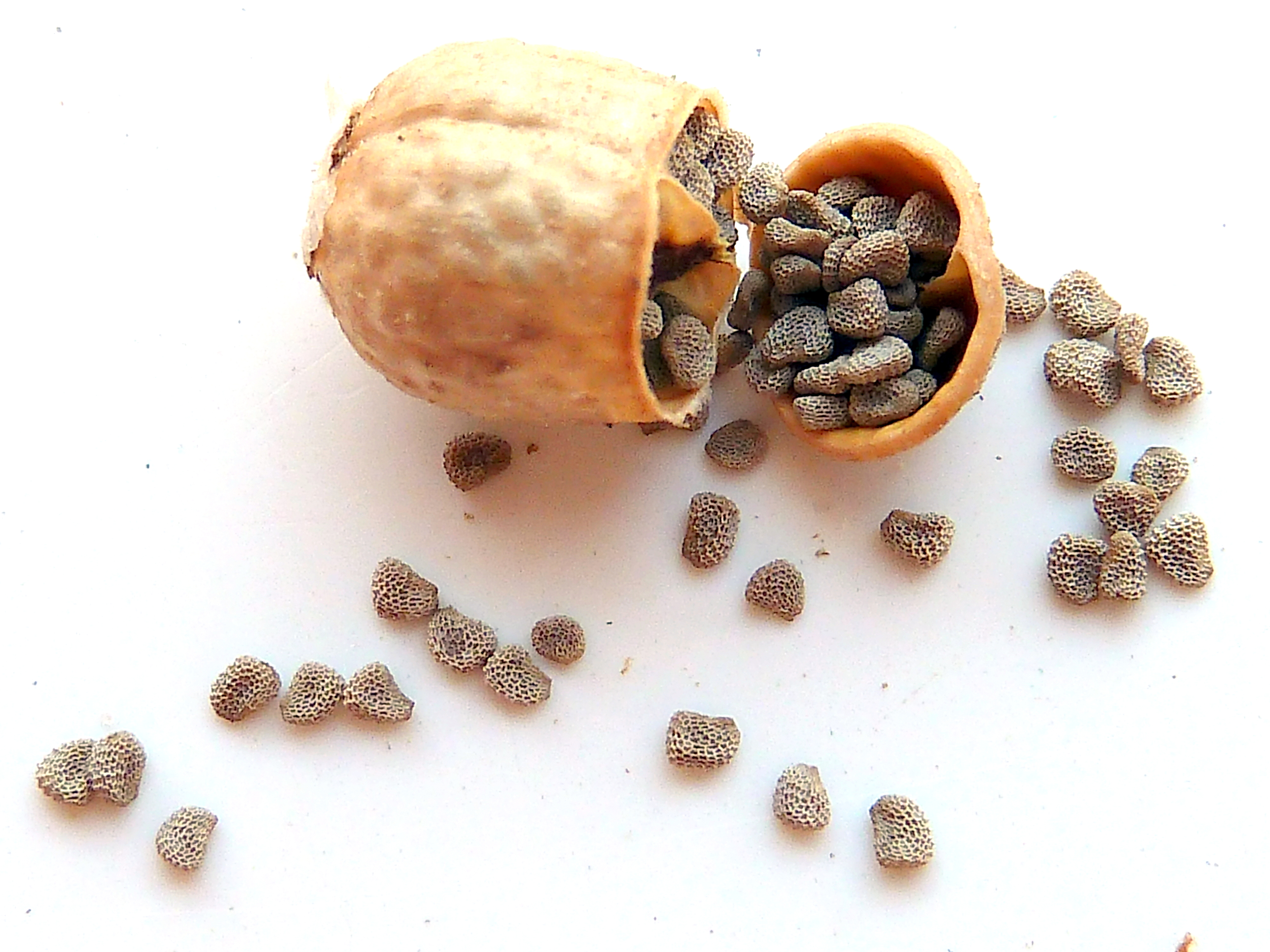
Pixidi i llavors.

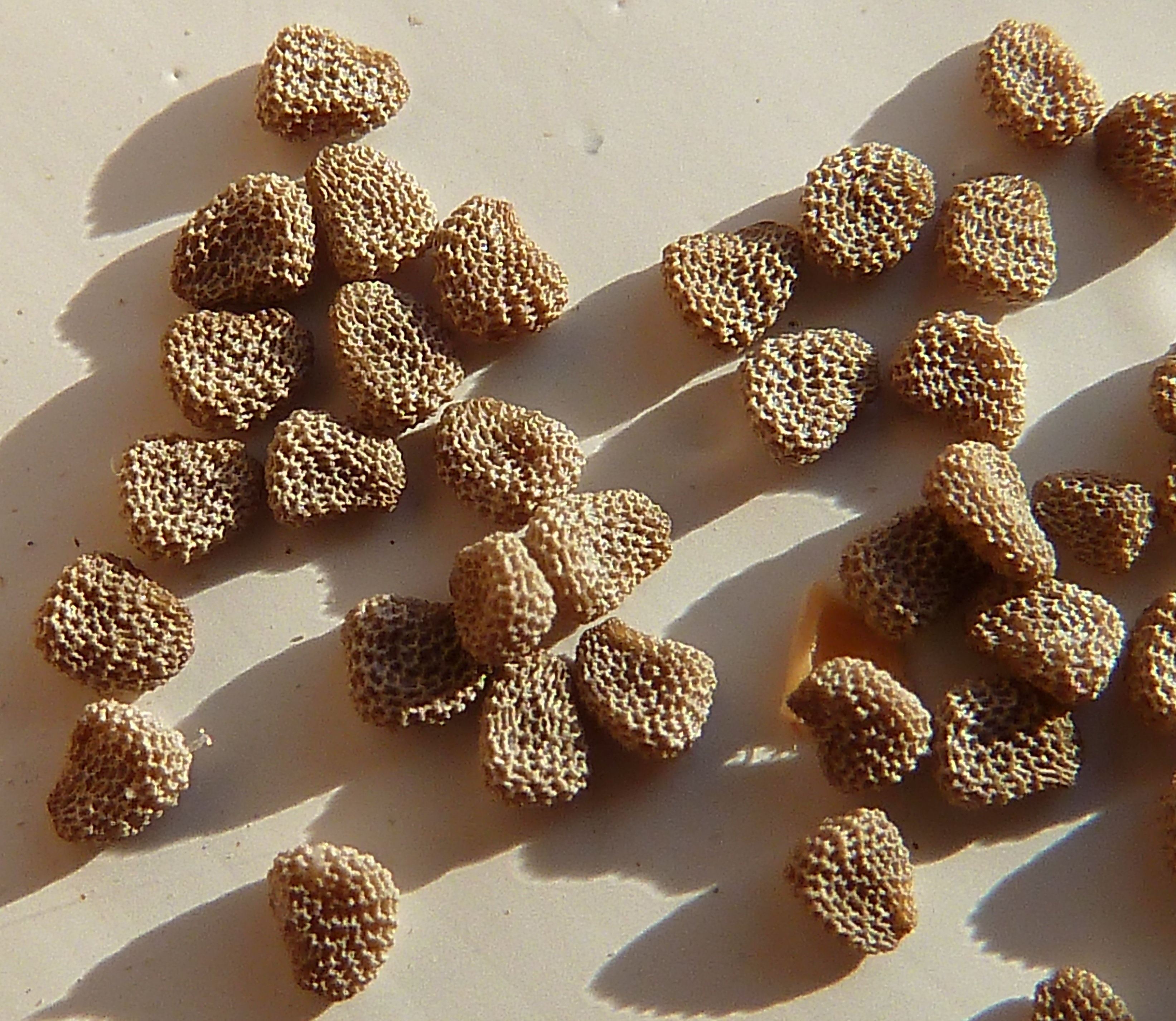
Detall de les llavors.

Hyoscyamus albus, és una planta solanàcia.
És planta nativa del nord d'Àfrica i estesa per tota la conca del Mediterrani fins al sud de Rússia i té les mateixes característiques i propietats que el juiquam negre (Hyoscyamus niger). Se'n diferencia sobre tot per les seves flors que són de color groc pàllid però els seus fruits són molt similars (en pixidi) amb nombroses petites llavors.

## Propietats
- És una planta verinosa i planta medicinal amb molts alcaloides, principalment hiosciamina
- A dosis elevades es converteix en narcòtic
- Usat en homeopatia com calmant
- Utilitzat sota control mèdic per tractar els "delírium tremens", epilèpsia, insomni, terrors, bronquitis asmàtica, etc.[5]

## Sinònims
- Hyoscyamus canariensis Ker Gawl.
- Hyoscyamus clusii G.Don
- Hyoscyamus luridus Salisb.
- Hyoscyamus major Mill.
- Hyoscyamus minor Mill.
- Hyoscyamus saguntinus Pau
- Hyoscyamus varians Vis.[6]